# Sant Joan de Vinaixa
Sant Joan de Vinaixa o Sant Joan Baptista és una església de Vinaixa (Garrigues) inclosa a l'Inventari del Patrimoni Arquitectònic de Catalunya. Es troba a llevant del poble de Vinaixa, en una posició elevada i amb edificacions adossades.
L'abril de 2017 va ser declarada Bé Cultural d'Interès Nacional, en la categoria de Monument Històric.

## Descripció
L'església és d'una nau amb absis semicircular, coberta amb volta de canó apuntat sobre arcs torals. La façana és centrada pel portal de mig punt, amb tres arquivoltes en degradació que presenten un tipus d'ornamentació derivat en alguns dels seus esquemes de l'escola de Lleida, així ho palesa l'ús de puntes de diamant, i una variació sobre l'encreuament d'arquets, característics d'aquesta escola. El campanar d'espadanya és posterior, així com una capella de gust neoclàssic adossada al mur de migdia. Procedeixen d'aquesta església algunes peces gòtiques de gran interès. A la sagristia resten pintures murals romàniques.

## Història
L'església parroquial de Vinaixa demostra la pervivència de formes arquitectòniques pròpies del segle xiii en les primeres dècades del 1300. L'obra fou començada el 1301 pel mestre d'obres Arnau Colomera, d'acord amb el disseny de fra R. de Lebossà. Ben aviat però Colomera fou substituït pel mestre R. Piques, que acabà l'obra el 1318.
El 1340 l'escultor i pintor Guillem Seguer feu les imatges de la Mare de Déu i l'Infant i de Sant Joan, avui fragmentàriament conservades després que fossin malmeses el 1936. El 1420 el pintor Ramon de Mur feu el retaule de Sant Pere (avui al Museu Diocesà de Tarragona) i, posteriorment, Bernat Martorell obrà el dels Sants Joans, conservat fragmentàriament entre el Museu Diocesà de Tarragona i el Museu Nacional d'Art de Catalunya.